# Polyesterpolyole
Polyesterpolyole (PP) sind polymere organische Verbindungen aus der Gruppe der Polyester und Polyole, weisen also mehrere Carbonsäureester- und Hydroxygruppen auf.

## Herstellung und Eigenschaften
Polyesterpolyole entstehen durch Polykondensation von Di- und Polycarbonsäuren mit überschüssigen Mengen an polyfunktionellen Alkoholen (Polyolen). Die wichtigsten großtechnisch verfügbaren Polycarbonsäuren bzw. deren Anhydride zur Herstellung von Polyesterpolyolen sind z. B. die aromatischen Säuren Phthalsäure und Isophthalsäure, die aliphatischen Säuren Adipinsäure und Maleinsäure sowie cycloaliphatischen Säuren, z. B. Tetrahydro- und Hexahydrophthalsäure. Als Polyole werden aliphatische Alkohole, wie z. B. Ethandiol, 1,2-Propandiol, 1,6-Hexandiol, Neopentylglykol, Glycerin, Trimethylolpropan und cycloaliphatische Alkohole, beispielsweise 1,4-Cyclohexandimethanol, eingesetzt. Als Kettenabbrecher können darüber hinaus monofunktionelle Alkohole oder Carbonsäuren, wie z. B. 2-Ethylhexanol bzw. 2-Ethylhexansäure, verwendet werden.
Die verfügbaren Polyesterpolyole besitzen Molmassen im Bereich von 1.000 bis 6.000 g/Mol bei Funktionalitäten von 2 bis 3 Val/Mol auf.

## Verwendung
Polyesterpolyole dienen als Ausgangsstoff für die Reaktion mit Diisocyanaten zu polyurethan-basierten Kunststoffen.
Die Eigenschaften der erzeugten Polyurethane hängt von der Auswahl der Rohstoffe, dem Molekulargewicht, dem Tg-Wert und der Funktionalität ab. Gesättigte Polyesterpolyole haben im Allgemeinen eine gute Pigmentierbarkeit und führen zu Beschichtungen mit guter Witterungsstabilität und hohem Glanz. Die UV-Beständigkeit ist jedoch nur bei den aromatenfreien Typen gut.